# Speccy
Speccy är ett program för att ta reda på information om systemet, till exempel vilken hårdvara som är installerad. Programmet är utvecklat av Piriform och är ett gratis verktygsprogram som körs under Microsoft Windows 7, Vista och XP för både IA-32 och x64 versionerna av operativsystemen.

## Översikt
Speccy är ett verktyg som ger användaren information om hårdvara och mjukvara av datorn. Informationen som visas av Speccy är: Processorns märke och modell, hårddiskens storlek och hastighet, mängden minne (RAM), information om grafikkortet och operativsystemet, med mer.